# Phoma phlomidis
Phoma phlomidis är en lavart som först beskrevs av Joseph-Henri Léveillé, och fick sitt nu gällande namn av Mordecai Cubitt Cooke 1884. Phoma phlomidis ingår i släktet Phoma, ordningen Pleosporales, klassen Dothideomycetes, divisionen sporsäcksvampar och riket svampar.   Inga underarter finns listade i Catalogue of Life.